# Rode (Somerset)
Pour les articles homonymes, voir Rode.
Rode est une paroisse civile et un village du Somerset, en Angleterre.